# Shenandoah Junction
 (mars 2025).
Pour les articles homonymes, voir Shenandoah.
Shenandoah Junction est une census-designated place située dans le comté de Jefferson, dans l’État de Virginie-Occidentale, aux États-Unis. Lors du recensement de 2020, elle comptait 635 habitants.